# سارة ماكلولين
سارة ماكلولين (بالإنجليزية: Sarah McLaughlin)‏ (3 يونيو 1991 بهاميلتون في نيوزيلندا - ) هي لاعبة كرة قدم نيوزلندية في مركز الهجوم. شاركت مع منتخب نيوزيلندا تحت 17 سنة للسيدات لكرة القدم ‏ ومنتخب نيوزيلندا تحت 20 سنة للسيدات لكرة القدم ‏ ومنتخب نيوزيلندا الوطني لكرة القدم للنساء. أما مع النوادي، فقد لعبت مع Adelaide United FC (women) ‏ وClaudelands Rovers ‏.

## وصلات خارجية
- سارة ماكلولين على موقع الاتحاد الدولي (مؤرشف)  (الإنجليزية)
- سارة ماكلولين على موقع الاتحاد الأوربي (الإنجليزية)
- سارة ماكلولين على موقع قاعدة بيانات كرة القدم.إي يو (الإنجليزية)
- سارة ماكلولين على موقع Soccerway.com (الإنجليزية)
- سارة ماكلولين على موقع عالم كرة القدم.نت (الإنجليزية)
- سارة ماكلولين على موقع أوليمبيديا (الإنجليزية)